# Isola delle Bisce
Isola delle Bisce is een eiland in de La Maddalena-archipel voor de kust van het Italiaanse eiland Sardinië.
Het eiland ligt ruim vijfhonderd meter ten noorden van de Costa Smeralda, de Smaragdkust in het noordoosten van Sardinië. Het eiland, dat ongeveer een kilometer lang en 400 meter breed is, bestaat uit graniet dat reikt tot een hoogte van 22 meter boven de zeespiegel. Naast graniet bestaat de bodem voornamelijk uit schist. Het kanaal tussen het eiland en Sardinië wordt Passo delle Bisce genoemd. Aan de uiterste zuidpunt van het eiland staat een kleine vuurtoren, die de scheepvaart deze doorgang 's nachts verlicht. Ook aan de andere kant van de zeestraat staat een lichtbaken.
Het eiland verschilt licht van de andere eilanden in de La Maddalena-archipel, doordat de kustlijn gekenmerkt wordt door steile kliffen, afgewisseld door zandstranden, zoals de Cala di Biscie. Op het eiland zijn tal van zeevogels te vinden.